# Jan Con
Jan Con, ook wel gespeld als Jancon en Jan Congh, en ook wel Gonthay genoemd (Fujian, ? – Batavia, augustus 1639) was een Chinese ondernemer die in de begintijd van Batavia als aannemer, belastingpachter en koppelbaas (arbeidsbemiddelaar) werkte voor de VOC. Hij was verantwoordelijk voor de bouw van grachten, kanalen en stadsmuren van Batavia.

## 'Overhooffd van de Chineese burgery'

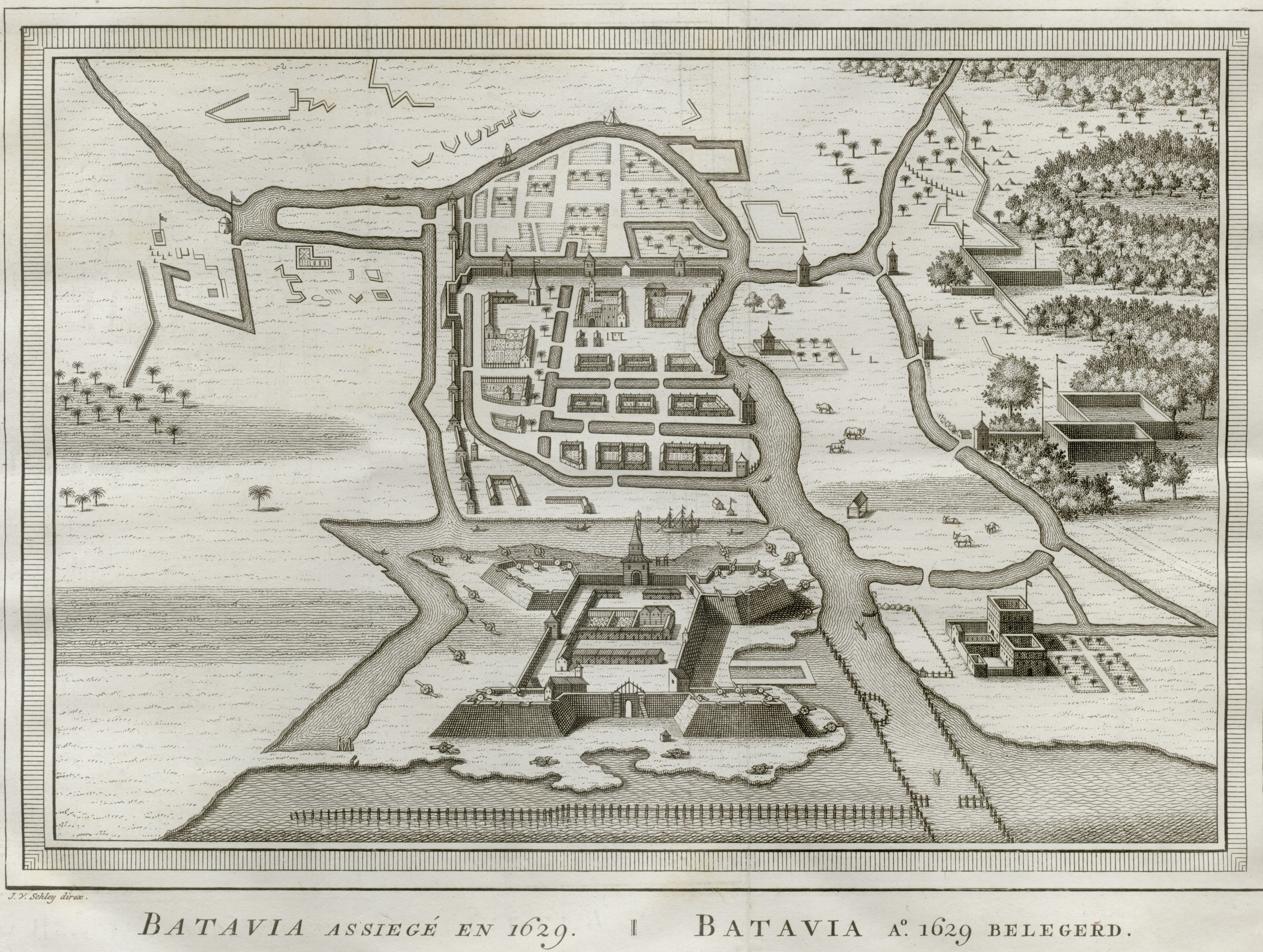
Batavia in 1629.

Jan Con is een Nederlandse fonetische spelling van zijn Chinese naam. Hoe die in het Chinees geschreven werd is niet meer te achterhalen. Hij was een van de ongeveer tweeduizend Chinezen in Bantam die Jan Pieterszoon Coen naar Batavia haalde om de stad te bevolken met werklieden, vissers, ambachtslieden, tussenhandelaren en winkeliers. De Chinezen hebben daarna een grote bijdrage geleverd aan de opbouw van Batavia en vormden een omvangrijke bevolkingsgroep. In 1632 waren van de 8000 inwoners 2400 Chinees.
Jan Con had vermoedelijk in Bantam al voor de VOC gewerkt als opkoper van peper toen Coen het monopolie op de peperhandel van de vorst van Bantam probeerde te breken. Hij kwam in 1621 naar Batavia. Hij wordt een timmerman genoemd en was 'geschoren', wat betekent dat hij zich tot de islam had bekeerd en geen traditionele Chinese haardracht meer had. Hij kreeg toen een stuk land met palmbomen te leen, van waar hij met behulp van in China gerekruteerde houthakkers hout leverde aan de Compagnie. Ook kreeg hij vergunning om voor de Compagnie belasting te heffen op kansspelen, een populaire tijdsbesteding van de Chinezen in Batavia, en twee jaar later ook op landbouw- en natuurproducten die werden verhandeld in Java, Borneo en Sumatra. In 1624 volgde de vergunning voor de lucratieve belasting op slachtvee.
Jan Con was in deze jaren de rechterhand van de eerste Kapitein Chinees van Batavia, Bencon. Deze behartigde de belangen van de Chinese bevolking. Terwijl Bencon meer een staatsman was, was Jan Con de 'towkay', oftewel ondernemer. Vooral fungeerde hij als koppelbaas die de VOC voorzag van arbeiders en ambachtslieden uit Fujian in China. Later gebruikte de Compagnie hem ook als afgezant naar het hof van Bantam bij pogingen vrede te sluiten met de sultan.
Gouverneur-generaal Coen was goed bevriend met het duo Bencon en Jan Con, 'overhooffden van de Chineese burgery'. Hij ging 's avonds soms bij ze langs om een pijp te roken, vergezeld door zijn lijfwachten. Toen hij in 1623 terugging naar de Republiek beloonde hij beiden met een geschenk ('600 reaelen in cleeden') en de toezegging dat de grondbelasting voor de Chinese gemeenschap niet verhoogd zou worden.

## Amoy

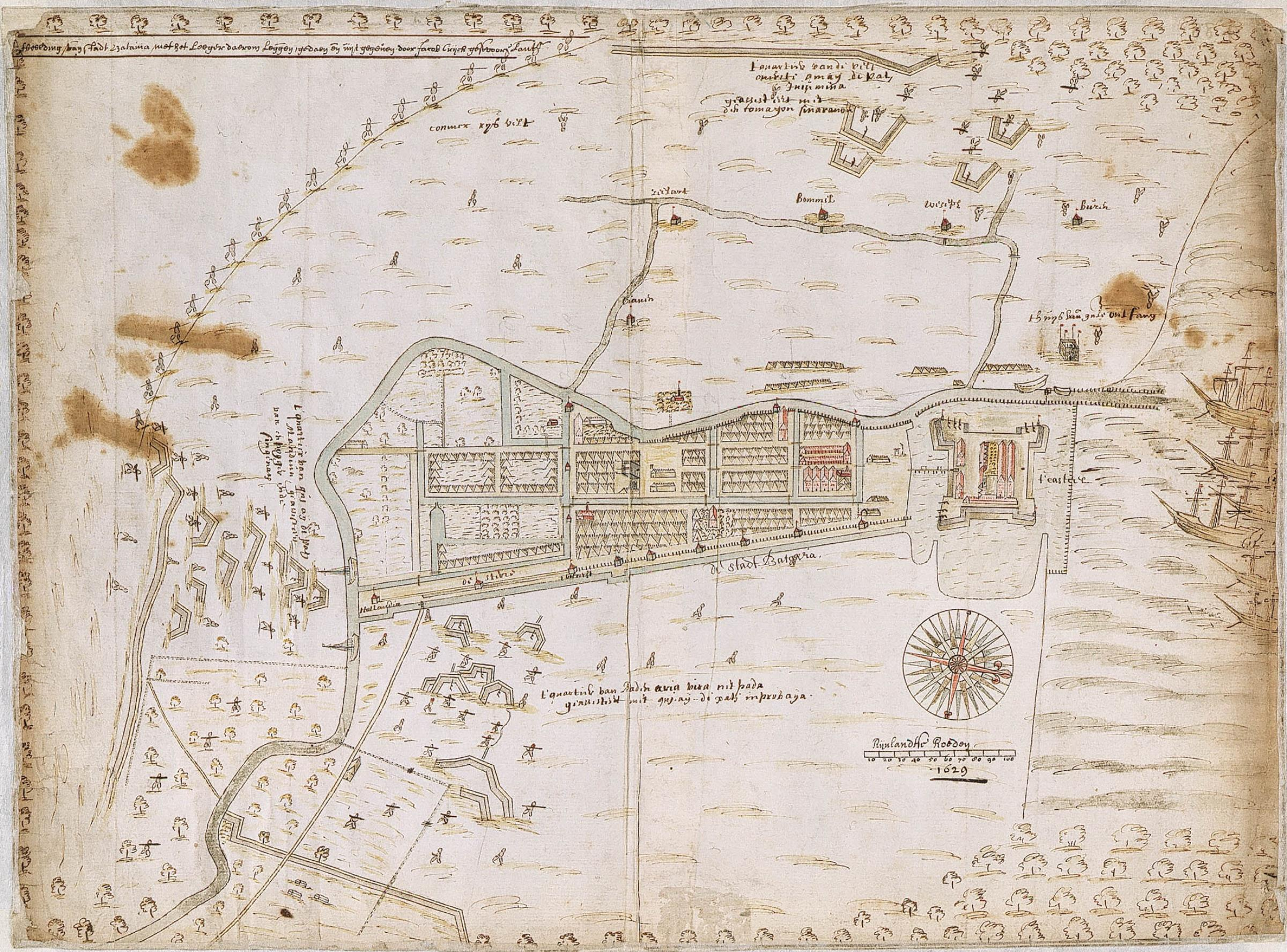
Batavia in 1629, belegerd door Mataram.

Intussen verdacht het Chinese bestuur in Amoy (Xiamen) Jan Con ervan de Nederlanders op te jutten in hun pogingen handel te drijven op de kust van China, wat verboden was door de Ming-keizer. De vloot van Cornelis Reijersen was na een mislukte aanval op het Portugese Macau in juni 1622 uitgeweken naar de Pescadores, waar men een fort had gebouwd. Van daaruit werd met geweld geprobeerd de handel van Chinese jonken met de Spanjaarden in Manilla te verstoren en te verleggen naar Batavia. De Chinezen wilden dat ze daar mee stopten en dat ze zouden verhuizen naar Formosa, dat het Ming-bestuur niet als onderdeel van China beschouwde. De gouverneur van Fujian stuurde in 1623 twee gezanten met deze boodschap naar Batavia, waar zij met grote ceremonie ontvangen werden. Bencon en Jan Con fungeerden van januari tot begin juni 1624 als tolk bij hun gesprekken met gouverneur-generaal Pieter de Carpentier, opvolger van Coen, en de Raad van Indië, en moest daarna met hen mee terug naar China om zich in Amoy te verantwoorden.
De opvolger van Reijersen, Maarten Sonck, verruilde intussen de Pescadores voor Formosa. De Carpentier zag toen in Jan Cons vertrek naar Amoy een kans om daar de handel met de VOC in Formosa op gang te brengen. Jan Con adviseerde om als men Chinese kooplieden naar Formosa wilde lokken men hen voorschotten van 30 procent op de inkoop van producten in China moest geven. Ook ried hij aan op een openbare plek monsters te vertonen van de producten die men wilde kopen, met de geboden prijs erbij, en ook aan te geven welke producten men niet wilde hebben. De Carpentier prees in 1625 Jan Con bij Sonck aan als een uitstekende dienstverlener en handelsagent voor de Compagnie, hoewel men hem net als bij andere Chinese tussenpersonen niet te veel geld moest voorschieten vanwege hun vaak al te ambitieuze plannen.
Jan Con was in deze missie niet succesvol. Pas in 1629 verscheen hij vanuit Amoy in Formosa, en was toen bereid een geschenk van gouverneur Putmans aan de militaire commandeur van Amoy te overhandigen en als agent van de VOC voor de verkoop van peper te fungeren. Hij probeerde daarbij ook handel voor eigen rekening te drijven. Van deze plannen kwam niets terecht door toedoen van piraten langs de kust en de tegenwerking van de piraat in dienst van Amoy Zheng Zhilong (door de VOC aangeduid als Iquan).

## 'Groote wercken'

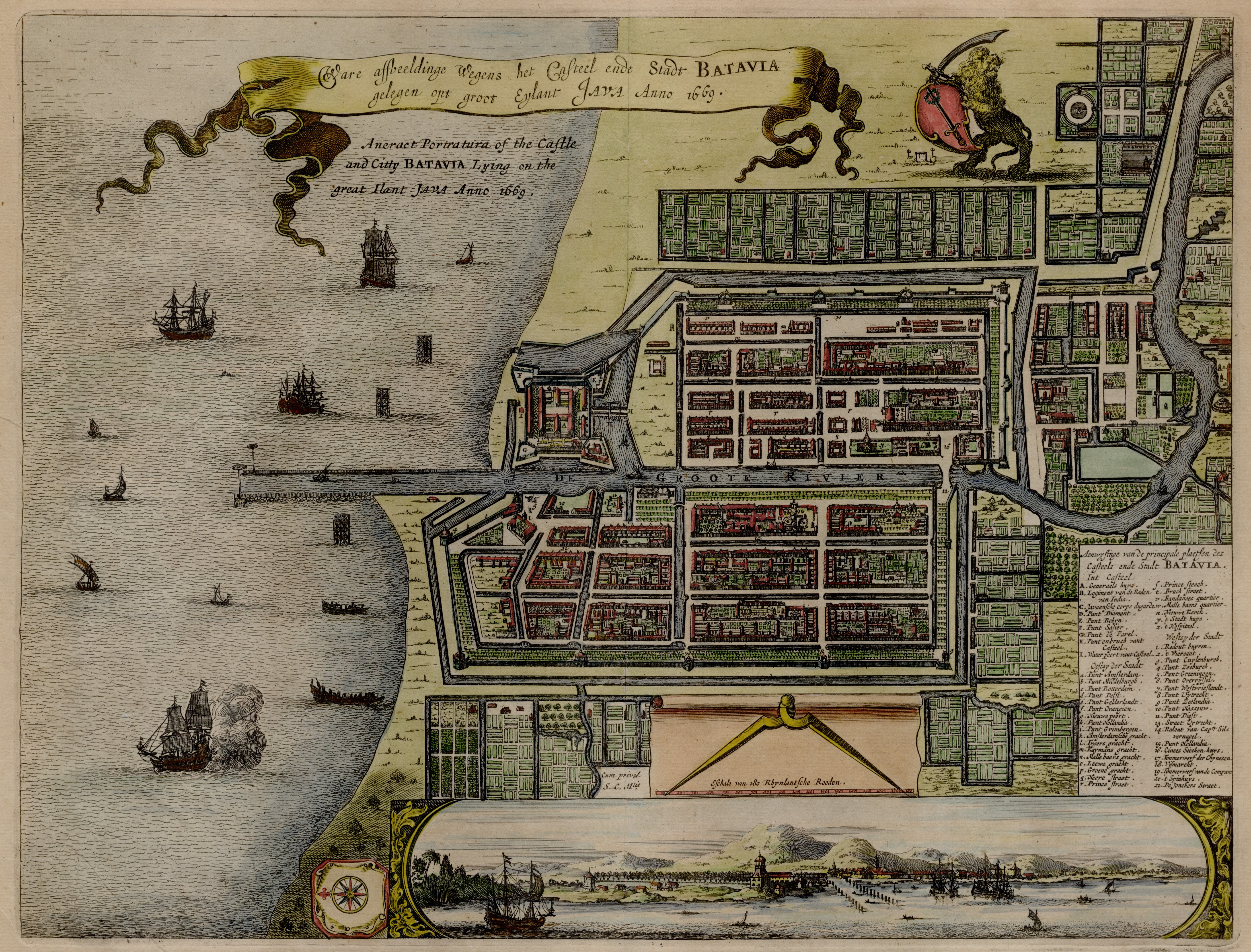
Batavia in 1669, geheel omringd door stadsmuren

In februari 1631 keerde Jan Con terug in Batavia, waar hij met veel eer werd ontvangen door de Raad van Indië, met Jacques Specx inmiddels als gouverneur-generaal. Over de mogelijkheden voor handel met China was hij echter pessimistisch, tot teleurstelling van de Raad.
Jan Con pakte toen zijn rol als aannemer voor de VOC weer op. Na de belegeringen van Batavia door sultan Agoeng van Mataram in 1628 en 1629 werd de stad de jaren daarna verder ontwikkeld en versterkt. Het oude Fort Jacatra werd gesloopt. Onder Specx en Anthonie van Diemen werden de houten palissades aan de noord-, zuid- en westzijde van de stad vervangen door bijna vier meter hoge muren met meerdere toegangspoorten. Ook werden meerdere grachten gegraven voor afwatering en het ophogen van het moerassige land. De kronkelende Ciliwung rivier werd rechtgelegd en werd de Kali Besar. Deze werken werden grotendeels uitgevoerd door Jan Con, die zowel het bouwmateriaal als de arbeiders leverde. 'Geen andere was bequaem tot soodanighe groote werck'. Een teleurstelling volgde toen na het pensioen van Bencon in 1636 door de Chinezen niet hij maar een ander tot Kapitein Chinees werd gekozen. Het verminderde zijn ijver echter niet. Naast zijn bouwactiviteiten begon hij ook suikerplantages en zoutpannen in de ommelanden, en mocht hij van de VOC loden muntjes slaan, waar veel gebrek aan was. Al deze nevenactiviteiten leverden echter verlies op. De plantages werden steeds in brand gestoken door Bantammers en de Engelsen brachten vanuit Bantam loden munten op de markt onder de kostprijs. Ze hadden een grote partij lood goedkoop in Engeland kunnen krijgen. Bovendien bleek uit later onderzoek door de Raad van Indië dat Jan Con door de directeur-generaal Philip Lucasz te weinig betaald had gekregen voor het bouwen van de stadswallen.
In juli 1639 vroeg Jan Con om ontheven te worden van de belastinginning op kansspelen, omdat die hem verlies opleverde. Een veeg teken. In augustus overleed hij plotseling. Niet bekend is waaraan. Hij bleek toen grote schulden te hebben. Vele crediteuren waren gedupeerd.
Op 18 december schreef Van Diemen aan de Heren XVII dat de belangrijke Chinese koopman Jan Con plotseling was overleden en een schuld van in totaal 27.363 realen had achtergelaten. Een speciale commissie was opgezet om Jan Cons bezittingen zo eerlijk mogelijk te verdelen onder zijn schuldeisers. Ondanks zijn faillissement noemde Van Diemen hem een ijverig en dapper man, belangrijk voor de Compagnie.
Naar aanleiding van dit faillissement liet Van Diemen een uitgebreid onderzoek instellen naar de kredietverlening door de VOC aan alle Chinese tussenhandelaren en winkeliers. Philip Lucasz bleek hierin veel te scheutig te zijn geweest (ondanks zijn krenterigheid ten opzichte van Jan Con), terwijl het geld vaak verdween in de riskante jonkenhandel met China of naar familie in Fujian werd gestuurd. Velen hadden grote schulden opgebouwd en waren niet kredietwaardig meer. Het onderzoek leidde tot allerlei institutionele maatregelen die resulteerden in een betere integratie van de Chinese gemeenschap in de bestuurlijke wetgeving van Batavia. De nieuwe regels werden opgenomen in de Bataviaasche Statuten opgesteld in 1642.